# Liste der Baudenkmale im Dortmunder Stadtbezirk Innenstadt-Ost
Die Liste der Baudenkmale im Dortmunder Stadtbezirk Innenstadt-Ost enthält die denkmalgeschützten Bauwerke auf dem Gebiet des Stadtbezirks Dortmund-Innenstadt-Ost in Nordrhein-Westfalen (Stand: 26. Januar 2025). Diese Baudenkmäler sind in der Denkmalliste der Stadt Dortmund eingetragen; Grundlage für die Aufnahme ist das Denkmalschutzgesetz Nordrhein-Westfalen (DSchG NRW).

Baudenkmäler sind „Denkmäler, die aus baulichen Anlagen oder Teilen baulicher Anlagen bestehen.“ Die Denkmalliste der Stadt Dortmund umfasst im Stadtbezirk Innenstadt-Ost 114 Baudenkmäler
Der Stadtbezirk Innenstadt-Ost umfasst den innerstädtischen Bereich östlich des historischen Stadtkerns (Gerichts-/Kaiserstraßenviertel, Gartenstadt und andere) und den Ortsteil Körne.

## Liste der Baudenkmäler
Die Liste umfasst falls vorhanden eine Fotografie des Denkmals, als Bezeichnung falls vorhanden den Namen, sonst kursiv den Gebäudetyp, die Adresse, beim Ostenfriedhof eine kurze Übersicht des Denkmalumfangs sowie die Eintragungsnummer der Denkmalbehörde der Stadt Dortmund. Der Name entspricht dabei der Bezeichnung durch die Denkmalbehörde der Stadt Dortmund. Abkürzungen wurden teilweise zum besseren Verständnis aufgelöst, die Typografie an die in der Wikipedia übliche angepasst und Tippfehler korrigiert.

| Bild | Bezeichnung                                                  | Lage | Beschreibung | Bauzeit   | Eingetragen seit | Denkmal- nummer |
| --- | ------------------------------------------------------------ | --- | --- | --------- | ---------------- | --------------- |
| weitere Bilder | Wohnhaus                                                     | Kronprinzenstraße 98 Karte | Das Gebäude ist eines von vier Einfamilien-Reihenhäusern, die 1908 und 1909 von den Dortmunder Architekten D. & K. Schulze einheitlich geplant wurden. Stilistisch lassen sich Anklänge an die noch jungen Werkbundideen erkennen mit der versuchten Überwindung der historischen Architektenauffassung und der Betonung der Materialgerechtigkeit. | 1908–1909 | 1989-05-18       | A 0003          |
| weitere Bilder | Wohnhaus                                                     | Arndtstraße 73/75 Karte | Das Gebäude wurde von 1905 bis 1906 zusammen mit dem Nachbargebäude durch die Architektengemeinschaft D. & K. Schulze im Eigenauftrag geplant und gebaut. Die Fassade vereinigt sowohl Neorenaissance- als auch Neobarockelemente. | 1905–1906 | 1989-11-06       | A 0204          |
| weitere Bilder | Wohnhaus                                                     | Bismarckstraße 36 Karte | Das Gebäude wurde von 1902 bis 1904 durch den Zimmermeister August Weber im Villenstil mit Fassadendekor im Jugendstil mit Anlehnung an barocke Gliederungssysteme erbaut. Bemerkenswert ist das Relief der sich zum Ornament auflösenden Vögel über dem Fenster des zweiten Obergeschosses. | 1902–1904 | 1989-11-06       | A 0205          |
| weitere Bilder | Wohnhaus                                                     | Dresdener Straße 8 Karte | Das Gebäude wurde 1904 durch den Architekten W. Titzschkau für die Ziegeleibesitzer Hehsler und Neumann als Miet- bzw. Spekulationsobjekt errichtet. Die Fassade ist im Stil der deutschen Neorenaissance gehalten. | 1904      | 1989-11-06       | A 0206          |
| weitere Bilder | Wohnhaus Anm. 1                                              | Freiligrathstraße 23 Karte | Das Gebäude stammt aus dem Jahre 1927 und wurde von den bekannten Dortmunder Architekten D. & K. Schulze für Dipl.-Ing. Brinkmann, Betriebschef der Deutsch-Luxemburgischen Bergwerks- und Hüttengesellschaft, errichtet. | 1927      | 1989-11-06       | A 0207          |
| weitere Bilder | Wohnhaus                                                     | Friedenstraße 5 Karte | Die Villa wurde 1898 durch den Architekten Karl Ehle im Stil der Neorenaissance errichtet. Zum Denkmalumfang gehören folgende bauzeitliche Elemente: die Holzfenster an der Straßenseite außer im Dachgeschoss, die Holzfenster der Westfassade außer das Schwingflügelfenster am Nordgiebel, die Eingangstür, das Garagentor am Nordgiebel (nachträglich aus den 1920er Jahren), Stufen und Treppenwangen hinter dem Hauseingang aus weißem Marmor, Mettlacher Zementfliesen im Erdgeschoss, hölzernes Treppenhaus, Eingangstür zur Wohnung im Erdgeschoss, Holzkassettentüren in der Wohnung im ersten Obergeschoss, Parkett mit Fischgrätenmuster im Hauptraum ersten Obergeschoss, Holzdielen im Dachgeschoss und die kleine Toilette in den Wohnungen. | 1898      | 1989-11-06       | A 0208          |
| weitere Bilder | Wohnhaus Anm. 1                                              | Fürstenbergweg 9/11 Karte | Das Gebäude stammt aus dem Jahre 1913 und wurde von den bekannten Architekten Prof. Heinrich Metzendorf und Winter für Herrn Tittel errichtet. | 1913      | 1989-11-06       | A 0209          |
| weitere Bilder | Wohnhaus Anm. 1                                              | Grimmeweg 7 Karte | Das Gebäude stammt aus dem Jahre 1914 und wurde von dem bekannten Dortmunder Architekten Bachmann & Pinno für die Gartenstadt Dortmund eingetragene GmbH erbaut. Am 1. Februar 1915 ging es in den Besitz des Rentners Hermann Lutter über. | 1914      | 1989-11-06       | A 0211          |
| weitere Bilder | Wohnhaus                                                     | Gerichtsstraße 13 Karte | Das Wohnhaus wurde 1896 durch den Architekten Ottomar Stein für den Bauherrn A. Frigge errichtet. | 1896      | 1989-11-06       | A 0213          |
| weitere Bilder | Wohn- und Geschäftshaus                                      | Goebenstraße 1 Karte | Das Gebäude wurde 1909 durch den Architekten Eduard Frembgen für den Kaufmann Karl Wilms errichtet. | 1909      | 1989-11-06       | A 0214          |
| weitere Bilder | Wohnhaus Anm. 1                                              | Kettelerweg 55/57 Karte | Das Gebäude wurde 1927 als Doppelwohnhaus (Kettelerweg Nr. 55/57) von den Architekten D. & K. Schulze errichtet. Die zugehörige Doppelhaushälfte, Nr. 57. wurde im Zweiten Weltkrieg bis auf die Decke des Erdgeschosses zerstört und 1958 ohne Bezug auf den Ursprungsbau wieder aufgebaut. Das Gebäude dokumentiert das zeitgenössische Repräsentationsbedürfnis und die Stilvorstellungen der Mittelschicht in den 1920er Jahren. | 1927      | 1989-11-06       | A 0215          |
| weitere Bilder | Wohnhaus Anm. 1                                              | Landoisweg 10 Karte | Einfamilienwohnhaus, das die Gartenstadt Dortmund eingetragene Genossenschaft mbH für ihr Mitglied, den Lehrer E. Paschedag geplant und finanziert hat. Dieses Objekt wurde 1913 durch die Architekten Prof. Heinrich Metzendorf/Winter erbaut. Das Haus hat besonderen Eigenwert. Metzendorf und der Bauleiter Winter waren wohl noch stark in der Bautradition vor dem Ersten Weltkrieg verwurzelt, als sie dieses eineinhalbgeschossige Wohnhaus bauten. Giebelständig, im Erdgeschoss mit runden Eckerkern sind seine abgewalmten Giebel in der geschwungenen Form des Jugendstils gestaltet, während die Klappläden mehr auf den Heimatstil hindeuten. Die Hinterfront wurde 1953 durch einen erdgeschossigen Anbau verändert, die Anlage des Balkons ist aber noch erkennbar. | 1913      | 1989-11-06       | A 0216          |
| weitere Bilder | Wohn- und Geschäftshaus                                      | Märkische Straße 56/58 Karte | Das Gebäude wurde 1922 vom Dortmunder Architekten Carl Breuer für die Westdeutsche Kreditgesellschaft errichtet, die im Parterre und im ersten und zweiten Übergeschoss eine Bankfiliale einrichtete. | 1922      | 1989-11-06       | A 0217          |
| weitere Bilder | ehem. Villa Klönne                                           | Prinz-Friedrich-Karl-Straße 36 Karte | Bei dem unter Schutz stehenden Gebäudeteil handelt es sich um einen Wiederaufbau der ehem. Villa Klönne, einer Industriellenvilla aus den 1920er Jahren. Die Villa Klönne, 1922 vom Architekten Emil Pohle entworfen, war ein barockisierendes Gebäude. Garagen und Gärtnerhaus im gleichen Stil existieren nicht mehr. Unter Schutz stehen Außen- und Innenarchitektur bis einschließlich erstes Obergeschoss. | 1922      | 1989-11-06       | A 0218          |
| weitere Bilder | Wohnhaus                                                     | Robert-Koch-Straße 5/7 Karte | Die Gebäude 'Robert-Koch-Straße 5 und 7' wurden 1925 nach den Plänen des Architekten Finn für die Baugesellschaft Dortmund-Ost als Beamtenwohnhäuser errichtet. Es handelt sich um Putzbauten mit expressionistischen Schmuckformen. | 1925      | 1989-11-06       | A 0219          |
| weitere Bilder | Wohnhaus Anm. 1                                              | Freiligrathstraße 8 Karte | Das Gebäude stammt aus dem Jahre 1922 und wurde von den Architekten D. & K. Schulze für Herrn Danneel erbaut. Das Gebäude zeigt typische 1920er Jahre Architekturdetails und strenge, mit dem Heimatstil verwandte architektonische Grundtendenzen. | 1922      | 1989-11-09       | A 0260          |
| weitere Bilder | Landgericht                                                  | Hamburger Straße 11 Kaiserstraße 34 Karte | Das Gebäude wurde 1882 erbaut. Unter Schutz steht das gesamte Äußere des Gebäudes, der Schwurgerichtssaal, das Haupttreppenhaus an der Hamburger Straße sowie die Decken in den Räumen 129, 23 und 24. | 1882      | 1989-11-30       | A 0299          |
| weitere Bilder | Kaiserbrunnen                                                | Kaiserplatz Karte | Der Brunnen wurde 1902 für die Düsseldorfer 'Industrie- und Gewerbeausstellung für Rheinland und Westfalen' geschaffen und anschließend vom Dortmunder Verschönerungsverein mit finanzieller Hilfe der Anwohner des Platzes zwischen Kaiser- und Arndtstraße erworben. Ausführung und Entwurf erfolgte durch W. Fassbinder, die Granitarbeiten durch G. Dassel und der Bronzeguss durch die Gießerei Vorwärts in Köln. | 1902      | 1989-11-30       | A 0300          |
| weitere Bilder | Wasserturm des Dortmunder Südbahnhofs                        | Heiliger Weg 60 Karte | Der Wasserturm wurde von 1923 bis 1927 nach Entwürfen der Architekten H. Lehmann und M. Venner für die Deutsche Reichsbahngesellschaft, Reichsbahndirektion Essen errichtet. Der Wasserbehälter befindet sich in dem oberen Aufsatz. | 1923–1927 | 1990-01-22       | A 0329          |
| weitere Bilder | Industrie- und Handelskammer Dortmund                        | Märkische Straße 120 Karte | Das Gebäude wurde 1930 und 1931 nach Entwürfen der Dortmunder Architekten Pinno und Grund errichtet und im Zweiten Weltkrieg bis auf die Grundmauern zerstört. 1949 wurde es von dem Dortmunder Architekten Will Schwarz entsprechend der ursprünglichen Planung wiederaufgebaut, der 1954 Eingangshalle und Haupttreppenhaus umbauen ließ. | 1930–1931 | 1990-01-22       | A 0330          |
| weitere Bilder | ehem. Verwaltungsgebäude der Bauunternehmung Heinrich Butzer | Schönhauser Straße 15 Karte | Das 1921 als Bürogebäude errichtete Haus dient heute als Verwaltungsgebäude der Stadt Dortmund. | 1921      | 1990-01-22       | A 0331          |
| weitere Bilder | Wohnhaus Anm. 1                                              | Westfalendamm 267 Karte | Das Gebäude wurde 1922 im neoklassizistischen Stil von den Architekten Homel und Schaake für das Mitglied P. Enck erbaut. | 1922      | 1990-01-22       | A 0332          |
| weitere Bilder | Wohnhaus Anm. 1                                              | Westfalendamm 273 Karte | Das Gebäude wurde 1921 im neoklassizistischen Stil von dem Architekten Karl Schulze für das Mitglied Ing. Vahle erbaut. | 1921      | 1990-01-22       | A 0333          |
| weitere Bilder | Wohnhaus Anm. 1                                              | Landoisweg 2 Karte | Das Gebäude wurde 1913 durch die Architekten Prof. Heinrich Metzendorf und den Bauleiter Winter mit Elementen des Jugendstils und des Heimatstils errichtet. 1923 erfolgte der Ausbau der Veranda zum Garten. | 1913      | 1990-03-05       | A 0358          |
| weitere Bilder | Landesoberbergamt                                            | Goebenstraße 25/27 Kronprinzenstraße 74 Karte | Das Oberbergamt wurde 1792 auf Vorschlag des Freiherr von Stein als zentrale Behörde für die Aufsicht über die Gewinnung von Bodenschätzen in Westfalen gegründet. Nach mehreren örtlichen Veränderungen musste 1908 wiederum wegen fehlender Räumlichkeiten ein Neubauprojekt in Angriff genommen werden. Das Gebäude wurde 1910 fertiggestellt. Der Denkmalumfang besteht aus: Hauptverwaltungstrakt, Zwischentrakt mit Sitzungssaal, Dienstwohngebäude des Direktors, Remisengebäude mit Wohnteil, Einfriedungsmauern an der Kronprinzenstraße. | 1908–1910 | –                | A 0379          |
| weitere Bilder | Wohnhaus                                                     | Lübecker Straße 34/36 Karte | Das Doppelwohnhaus wurde 1902 und 1903 im Auftrag von Karl Tillmann nach Entwürfen des Architekten F. Meyer durch die Firma O. Griethe und Co. in der Formensprache des Jugendstils errichtet. | 1902–1903 | 1990-05-21       | A 0380          |
| weitere Bilder | Katholische Kirche St. Bonifatius                            | Bonifatiusstraße 3 Karte | Die Kirche wurde 1909 und 1910 im Stil der Neuromanik nach Plänen des Mainzer Dombaumeisters Prof. Ludwig Becker errichtet. 1944 und 1945 wurde sie durch Bombenangriffe stark zerstört. Nur der Südostturm und die beiden westlichen Treppentürme blieben erhalten. Von 1953 bis 1954 erfolgte ein Neubau nach Plänen des Architekten Emil Steffann unter Einbeziehung der erhaltenen Türme und Wiederverwendung des vorhandenen Trümmergesteins. Die Sakristei mit ihren Nebenräumen bildet die Verbindung von Kirche und Pfarrhaus. Zum Denkmalbestand gehören neben dem Verbindungsgang zwischen Kirche und Pfarrhaus der Taufbrunnen von H. G. Bücker, die Fenster „der brennende Dornbusch“ von Hans Kaiser, die Altäre von Hein Wimmer und die Bänke und Beichtstühle von Hugo Kückelhaus. | 1909–1910 | 1990-09-13       | A 0395          |
| weitere Bilder | Wohnhaus Anm. 1                                              | Freiligrathstraße 13 Karte | Das Gebäude wurde 1914 nach Plänen des Architekten Heinrich Metzendorf durch den Bauleiter Winter für den Oberlehrer Bockhorn errichtet. Im Innern ist das Haus stark verändert, daher bezieht sich der Denkmalumfang auf das äußere Erscheinungsbild (ohne Garage) sowie den Vorgarten. | 1914      | 1991-05-17       | A 0440          |
| weitere Bilder | Katholische Kirche St. Franziskus und Antonius               | Franziskanerstraße 1 Karte | 1895 ließen sich die Franziskaner nach Aufhebung des Franziskanerklosters 1805 erneut in Dortmund nieder. Seit 1897 erfolgte der Neubau des Klostergebäude auf dem heutigen Grundstück. Von 1900 bis 1901 wurde die Kirche nach Plänen des Dortmunder Architekten Johannes Franziskus Klomp als neugotische, dreischiffige Basilika errichtet. | ab 1897   |                  | A 0461          |
| weitere Bilder | Wohnhaus Anm. 1                                              | Lübkestraße 10 Karte | Das 1913 bis 1914 für den Prokuristen Joseph Schmücker als Einfamilienhaus errichtete Gebäude bildet zusammen mit dem Giebel von Haus Nr. 8 durch die zurückgelegene Stellung von der Straßenflucht eine platzartige Aufweitung des Einmündungsbereiches Lübkestraße/Seibertsweg. Es wurde vom Architekten Metzendorf entworfen. | 1913–1914 | 1991-09-16       | A 0462          |
| BW | Park-Café                                                    | Florianstraße 2 Karte | Das Parkcafe wurde nach einem Wettbewerbsentwurf von 1958 des Architekten Will Schwarz im Westfalenpark erbaut. | 1958      | 1992-05-18       | A 0552          |
| weitere Bilder | Wohnhaus Anm. 1                                              | Hermann-Löns-Straße 5 Karte | Das Gebäude wurde 1927 im Auftrag des Apothekers M. G. Tofahrn durch die Architekten D. & K. Schulze mit Anklängen an klassizistisches, insbesondere aber expressionistisches Formenvokabular errichtet. | 1927      | 1992-07-16       | A 0558          |
| weitere Bilder | Amtsgericht                                                  | Gerichtsstraße 22 Gerichtsplatz 4 Karte | Das Gebäude wurde um das Jahr 1910 errichtet. Der Gebäudetrakt an der Gerichtsstraße zeigt klassizistische Formen, der an der Schwanenstraße neobarocke. | um 1910   | 1992-12-09       | A 0566          |
| weitere Bilder | Wohnhaus                                                     | Arndtstraße 71 Karte | Das Gebäude ist Bestandteil einer geschlossenen Straßenrandbebauung nach Entwürfen von D. & K. Schulze und wurde 1905 und 1906 errichtet. Die Ziegelsteinmauer mit Eisengitter gehört nicht zum Denkmalumfang. | 1905–1906 | 1993-01-07       | A 0568          |
| weitere Bilder | Wohnhaus Anm. 1                                              | Thierschweg 5 Karte | Das Gebäude stammt aus dem Jahre 1928 und wurde von dem Architekten Hugo Heinemann für den Bürovorsteher Ferdinant Hibbeln erbaut. Das Gebäude entspricht teilweise einem traditionellen Eigenheim, in einigen Elementen mit spätexpressionistischem Einfluss. | 1928      | 1993-02-05       | A 0572          |
| weitere Bilder | Wohnhaus Anm. 1                                              | Grabbeplatz 3 Karte | Das Gebäude wurde als Wohnhaus des Betriebsinhabers der als Gemeinschaftseinrichtung geplanten Gärtnerei 1915 von den Dortmunder Architekten Bachmann und Pinno errichtet. Der Anbau des Wohnhauses steht mit unter Schutz. | 1915      | 1993-03-15       | A 0574          |
| weitere Bilder | Wohnhaus Anm. 1                                              | Kortumweg 4 Karte | Das Gebäude wurde 1927 durch die Dortmunder Architekten D. & K. Schulze für den Oberinspektor Roderich Schmidt errichtet und nach Kriegszerstörung nach alten Plänen wieder aufgebaut. Es zeigt eine expressionistische Formensprache bei traditioneller Behandlung des Baukörpers. | 1927      | 1993-04-06       | A 0579          |
| weitere Bilder | Wohnhaus Anm. 1                                              | Thierschweg 1 Karte | Das Gebäude stammt aus dem Jahre 1928 und wurde von dem Architekten Carl Breuer für W. Kieninger erbaut. | 1928      | 1993-05-14       | A 0586          |
| weitere Bilder | Wohnhaus Anm. 1                                              | Thierschweg 2 Karte | Das Gebäude stammt aus dem Jahre 1928 und wurde von dem Architekten Hugo Heinemann für Kaufmann Friedrich Weber errichtet. | 1928      | 1993-06-05       | A 0604          |
| weitere Bilder | Wohnhaus Anm. 1                                              | Thierschweg 3 Karte | Das Gebäude stammt aus dem Jahre 1928 und wurde von dem Architekten Carl Breuer für L. Debbertin errichtet. | 1928      | 1993-06-05       | A 0605          |
| weitere Bilder | Wohnhaus                                                     | Kronprinzenstraße 104 Karte | Das Gebäude ist eines von vier Einfamilien-Reihenhäusern, die 1908 und 1909 von den Dortmunder Architekten D. & K. Schulze einheitlich geplant wurden. Stilistisch lassen sich Anklänge an die noch jungen Werkbundideen erkennen mit der versuchten Überwindung der historischen Architektenauffassung und der Betonung der Materialgerechtigkeit. Der Vorgarten steht mit unter Schutz. | 1908–1909 | 1993-06-05       | A 0606          |
| weitere Bilder | Wohnhaus Anm. 1                                              | Peter-Florenz-Weddigen-Straße 9 Karte | Das Gebäude stammt aus dem Jahre 1924 und wurde von den Architekten D. & K. Schulze für den Diplomingenieur Wilhelm Weber erbaut. Die 1938 erbaute Garage gehört nicht zum Denkmalumfang. | 1924      | 1993-08-04       | A 0627          |
| weitere Bilder | Wohnhaus Anm. 1                                              | Droste-Hülshoff-Straße 7 Karte | Das Gebäude stammt aus dem Jahre 1927 und wurde von den Architekten Pinno und Grund für die Vereinigte Stahlwerke AG erbaut. Die 1937 eingebaute Garage gehört nicht zum Denkmalumfang. | 1927      | 1993-08-04       | A 0628          |
| weitere Bilder | Wohnhaus Anm. 1                                              | Max-Eyth-Straße 7/9 Karte | Das Doppelwohnhaus stammt aus den Jahren 1927 und 1928 und wurde von dem Architekten Hugo Heinemann für den Bauunternehmer Max Haslach bzw. Franz Versen errichtet. | 1927–1928 | 1993-08-04       | A 0629          |
| weitere Bilder | Wohnhaus Anm. 1                                              | Uhlmann-Bixterheide-Weg 2/4 Karte | Das Doppelwohnhaus hat vier Wohnungen und wurde vom Dortmunder Architekten J. J. Kriener 1938 für die Geschwister Adele und Lydia Klein in der Dortmunder Gartenstadt errichtet. Die gleichzeitig mit dem Wohnhaus errichtete Doppelgarage am Thierschweg ist inzwischen stark verändert und gehört nicht mehr zum Denkmalumfang. | 1938      | 1993-08-05       | A 0630          |
| weitere Bilder | Wohnhaus Anm. 1                                              | Uhlmann-Bixterheide-Weg 5 Karte | Das Wohnhaus wurde von den Dortmunder Hans Lorf und Erwin Jänisch 1936 für den selbstständigen Ingenieur und Elektromeister Franz Mayr in der Dortmunder Gartenstadt errichtet. Die gleichzeitig mit dem Wohnhaus errichtete Garage ist inzwischen stark verändert und gehört nicht mehr zum Denkmalumfang. | 1936      | 1993-08-05       | A 0631          |
| weitere Bilder | Wohnhaus                                                     | Kronprinzenstraße 100 Karte | Das Gebäude ist eines von vier Einfamilien-Reihenhäusern, die 1908 und 1909 von den Dortmunder Architekten D. & K. Schulze einheitlich geplant wurden. Stilistisch lassen sich Anklänge an die noch jungen Werkbundideen erkennen mit der versuchten Überwindung der historischen Architektenauffassung und der Betonung der Materialgerechtigkeit. Der Vorgarten steht mit unter Schutz. | 1908–1909 | 1993-08-04       | A 0632          |
| weitere Bilder | Wohnhaus                                                     | Chemnitzer Straße 47/49 Karte | Das Gebäude wurde 1902 im Auftrag des SBV von Bauunternehmer und Zimmermeister August Weber nach Erstentwürfen der Architekten Düchting und Jänisch ausgeführt. Geplant waren zunächst zwei Einzelobjekte mit unterschiedlicher Fassadengestaltung, gebaut wurde es als Doppelwohnhaus mit einheitlicher Dekoration aus barocken Elementen und Motiven des Jugendstils. | 1902      | 1993-08-04       | A 0633          |
| weitere Bilder | Wohnhaus                                                     | Chemnitzer Straße 43 Karte | Das Gebäude ist 1903 im Auftrag des SBV nach Entwurf der Architekten Düchting und Jänisch unter der Leitung des Bauunternehmers W. Wix entstanden. Die Fassade ist mit Schmuckformen des Barock dekoriert. | 1903      | 1993-08-04       | A 0634          |
| weitere Bilder | Wohnhaus                                                     | Chemnitzer Straße 45 Karte | Das Gebäude ist 1903 im Auftrag des SBV nach Entwurf der Architekten Düchting und Jänisch unter der Leitung des Bauunternehmers W. Wix entstanden. Die Fassade ist mit Dekorationselementen verschiedener Epochen geschmückt. | 1903      | 1993-08-04       | A 0635          |
| weitere Bilder | Wohnhaus Anm. 1                                              | Kortumweg 25 Karte | Das Wohnhaus wurde vom Architekten J. Clemens 1935 für Carl Busmann errichtet. Die 1939 im angepassten Stil errichtete Garage gehört zum Denkmalumfang. | 1935      | 1993-08-04       | A 0640          |
| weitere Bilder | Wohnhaus                                                     | Kronprinzenstraße 102 Karte | Das Gebäude ist eines von vier Einfamilien-Reihenhäusern, die 1908 und 1909 von den Dortmunder Architekten D. & K. Schulze einheitlich geplant wurden. Stilistisch lassen sich Anklänge an die noch jungen Werkbundideen erkennen mit der versuchten Überwindung der historischen Architektenauffassung und der Betonung der Materialgerechtigkeit. Der Vorgarten steht mit unter Schutz. | 1908–1909 | 1993-08-04       | A 0641          |
| weitere Bilder | Wohnhaus                                                     | Chemnitzer Straße 51 Karte | Das Gebäude entstand 1902 im Auftrag des SBV unter der Leitung des Bauunternehmers und Zimmermeisters August Weber. Die Fassade zeigt eine vom Jugendstil beeinflussten Putzgliederung. | 1902      | 1993-08-04       | A 0642          |
| weitere Bilder | Wohnhaus                                                     | Chemnitzer Straße 57/59 Karte | Das Gebäude entstand 1902 im Auftrag des SBV unter der Leitung des Bauunternehmers Jacob Krieter. Die Fassade zeigt Schmuckmotive des Jugendstils. | 1902      | 1993-08-09       | A 0643          |
| weitere Bilder | Wohnhaus                                                     | Chemnitzer Straße 61/63 Karte | Das Gebäude entstand 1902 im Auftrag des SBV nach Entwürfen der Architekten Düchting & Jänisch unter der Leitung des Bauunternehmers Jacob Krieter. | 1902      | 1993-08-09       | A 0647          |
| weitere Bilder | Bürogebäude                                                  | Prinz-Friedrich-Karl-Straße 3 Karte | Das Haus gehört zu einer nach Entwurf des Dortmunder Architekten Ernst Marx im Auftrag des Agenten für Bergbautechnik und Zubehör, Hugo Friemann, errichteten Häusergruppe, deren Nebengebäude keinen Denkmalwert mehr besitzen. Das Gebäude hat im Tympanon reliefierte figürliche Allegorien des Bergbaus und der Stahlindustrie. | –         | 1993-08-31       | A 0655          |
| weitere Bilder | Wohnhaus                                                     | Chemnitzer Straße 53 Karte | Das Gebäude ist 1902 und 1903 im Auftrag des SBV nach Entwurf der Architekten Düchting und Jänisch unter der Leitung des Bauunternehmers und Zimmermeisters August Weber entstanden. Seine Fassade zeigt Schmuckformen der Backsteingotik. | 1902–1903 | 1993-09-10       | A 0656          |
| weitere Bilder | Wohnhaus Anm. 1                                              | Westfalendamm 281/283 Karte | Das Gebäude stammt aus dem Jahre 1924 und wurde vom Dortmunder Baugeschäft Bester und Schüler für die Herren Joseph Scherer und Richard Dittwald errichtet. Die Fassadengestaltung erfolgte durch die Dortmunder Architekten Ferus und Konert unter Verwendung von Art Deco Elementen. Die 1929 bzw. 1938 an der Gartenseite entstandenen Anbauten gehören zum Denkmalumfang. | 1924      | 1993-09-16       | A 0659          |
| weitere Bilder | Wohnhaus                                                     | Franziskanerstraße 4 Karte | Das Gebäude wurde 1899 im Auftrag des Baumeisters Xaver Stockmann errichtet. | 1899      | 1993-09-29       | A 0660          |
| weitere Bilder | Wohnhaus Anm. 1                                              | Thierschweg 11 Karte | Das Gebäude stammt aus den Jahren 1927 und 1928 und wurde von dem Dortmunder Architekten Ludwig Feldmann für den Studienrat Dr. Hollo als Beispiel spätexpressionistischer Bauweise errichtet. Der Anbau gehört nicht zum Denkmalumfang. | 1927–1928 | 1993-10-04       | A 0661          |
| weitere Bilder | Wohn- und Geschäftshaus                                      | Kaiserstraße 73 Karte | Das Gebäude wurde 1902 nach Eigenentwurf des Architekten Adolf Kessemeier mit gotisierendem Fassadenschmuck errichtet. Unter Schutz steht nur die Außenarchitektur und das konstruktive Innengerüst aus der Erbauungszeit. | 1902      | 1994-05-25       | A 0677          |
| weitere Bilder | Wohnhaus                                                     | Kaiserstraße 126 Karte | Das Gebäude wurde 1901 nach Entwürfen des Architekten Max Lorf errichtet. | 1901      | 1994-05-26       | A 0678          |
| weitere Bilder | Wohn- und Geschäftshaus                                      | Kaiserstraße 128 Karte | Das Gebäude wurde 1902 nach Eigenentwürfen des Architekten Max Lorf mit aufwendigem barockisierendem Dekor errichtet. | 1902      | 1994-05-26       | A 0679          |
| weitere Bilder | Wohnhaus                                                     | Lübecker Straße 26 Karte | Das Gebäude wurde 1907 bis 1908 im Auftrag des Bauunternehmers Friedrich Schulte nach Eigenentwurf mit barockisierender Dekoration entworfen. | 1907–1908 | 1994-05-26       | A 0680          |
| weitere Bilder | Wohnhaus                                                     | Lübecker Straße 32 Karte | Das Gebäude wurde 1903 im Auftrag des Bauunternehmers und Maurermeisters Friedrich Schulte mit reichhaltigem Jugendstildekor errichtet. | 1903      | 1994-05-26       | A 0681          |
| weitere Bilder | Wohnhaus                                                     | Friedenstraße 7 Karte | Das villenartige Gebäude wurde 1897 mit Dekor im Stil der Renaissance errichtet. Architekt und Bauherr war Carl Ehle. | 1897      | 1994-05-27       | A 0682          |
| weitere Bilder | Wohn- und Geschäftshaus                                      | Kaiserstraße 75 Karte | Das Gebäude wurde 1902 als Eigenentwurf des Architekten Adolf Kesselmeier mit Fassaden mit aufwendigem Jugendstildekor errichtet. Unter Schutz steht die Straßenfassade in den Obergeschosse sowie die notwendige konstruktiven Anbindungen an das Innengerüst. | 1902      | 1994-09-13       | A 0714          |
| weitere Bilder | Wohnhaus                                                     | Thomas-Mann-Straße 17 Karte | Das Gebäude wurde 1955–56 als Eigenentwurf von Will Schwarz als Privatwohnhaus mit Atelier errichtet. Garage, Garten und Einfriedung stehen mit unter Schutz. | 1955–1956 | 1994-09-13       | A 0715          |
| weitere Bilder | Katholische Kirche St. Liborius                              | Liboristraße 20 Karte | 1904 und 1905 wurde die Kirche von Johannes Franziskus Klomp als dreischiffige, neugotische Stufenhalle errichtet. Die Kirchplatzeinfriedung steht mit unter Schutz. | 1904–1905 | 1994-09-14       | A 0716          |
| weitere Bilder | Wohnhaus                                                     | Lübecker Straße 28 Karte | Das Gebäude wurde 1904 im Auftrag des Bauunternehmers und Malermeisters Friedrich Schulte errichtet. | 1904      | 1994-09-19       | A 0719          |
| weitere Bilder | Wohn- und Geschäftshaus                                      | Kaiserstraße 58 Karte | Der Entwurf wurde 1900 vermutlich von dem Architekten Dietrich Schulze für den Kaufmann Alfred Funcke gefertigt. Unter Schutz steht ausschließlich die Außenarchitektur und das konstruktive Innengerüst aus der Erbauungszeit unter besonderer Berücksichtigung des Treppenhauses und der Straßenfassade. | 1900      | 1995-10-23       | A 0839          |
| weitere Bilder | Wohnhaus                                                     | Lübecker Straße 40 Karte | Das Gebäude wurde 1905 errichtet. | 1905      | 1997-09-22       | A 0853          |
| weitere Bilder | Wohnhaus                                                     | Lübecker Straße 42 Karte | Das Gebäude wurde 1905 errichtet. | 1905      | 1997-09-22       | A 0854          |
| weitere Bilder | Wohnhaus                                                     | Arndtstraße 65 Karte | Das Gebäude wurde 1901 und 1902 durch Dietrich Schulze für den Ingenieur Gottlieb Röser errichtet. Es besitzt Bauschmuck in Rokokoformen. Der Denkmalumfang beschränkt sich auf die Straßenfassade und das konstruktive Innengerüst. | 1901–1902 | 1997-12-04       | A 0862          |
| weitere Bilder | Fernsehturm Florian                                          | Florianstraße 2a Karte | Der 'Florian' wurde 1959 im Zusammenhang mit der Bundesgartenschau errichtet. Unter Schutz stehen der Turmschaft mit der zweigeschossigen Kanzel, die Aussichtsplattformen, die zweite Kanzel, das Vordach und das Foyer im Turmfuß mit fester Ausstattung aus der Zeit der Erbauung einschließlich Kassenhäuschen, der Betriebserschließungsraum hinter dem Foyer mit fester Ausstattung aus der Zeit der Erbauung und die Turmterrasse mit Stierplastik von Georg Hartje (1959). | 1959      | 1997-12-12       | A 0864          |
| weitere Bilder | Südbad                                                       | Ruhrallee 30 Karte | Der Schwimmbadbau wurde von 1958 bis 1960 nach Plänen des Städtischen Hochbauamtes (Dr. Boehme) errichtet. Es diente als Wettkampfbad, Schulschwimmbad und Hygienebad. Das farbige Fliesenrelief an der Nordwand wurde von Harry Fränkel entworfen und Ewald Braun ausgeführt. | 1958–1960 | 1998-06-29       | A 0872          |
| weitere Bilder | Ev. Gemeindehaus                                             | Melanchthonstraße 2 Karte | Das Gebäude wurde von 1926 bis 1927 vom Architekturbüro D. & K. Schulze im Rahmen der Planung eines Filial-Gemeindezentrums für die Evangelische Reinoldi-Kirchengemeinde gebaut. Die ebenfalls geplante Kirche und das Pfarrhaus wurden nicht verwirklicht. Im Inneren steht der Gemeindesaal mit Bühne im Anbau sowie die Versammlungsräume 'Vereinszimmer' und 'Konfirmandensaal' mit unter Schutz. | 1926–1927 | 1998-10-19       | A 0880          |
| weitere Bilder | Wohnhaus                                                     | Lübecker Straße 38 Karte | Das Gebäude wurde 1905 errichtet. | 1905      | 1998-11-30       | A 0885          |
| weitere Bilder | Villa Klönne                                                 | Hohenzollernstraße 26 Karte | Das Gebäude wurde 1901 für den Fabrikanten Wilhelm Heinrich Schmitz nach Entwurf der Architekten Schmidtmann & Klemp mit barockisierendem Fassadenschmuck fertiggestellt. | 1901      | 1999-04-27       | A 0894          |
| weitere Bilder | Wohnhaus                                                     | Hohenzollernstraße 33 Karte | Das Gebäude wurde 1895 im Auftrag des Rentners Carl Wilms nach Entwurf des Architekten und Baumeisters Gustav Meiweg errichtet. 1934 erfolgte der Garagenanbau. | 1895      | 1999-07-26       | A 0904          |
| weitere Bilder | Wohnhaus                                                     | Dresdener Straße 9 Karte | Unter Schutz stehen nur die Außenarchitektur mit dem konstruktiven Innengerüst aus der Erbauungszeit. | –         | 1999-08-02       | A 0905          |
| weitere Bilder | Wohn- und Atelierhaus                                        | Stadtrat-Cremer-Allee 21 Karte | Das Gebäude wurde von 1955 bis 1956 vom Bochumer Architekten Alfred Ludwig für den eigenen Bedarf gebaut. Mit unter Schutz stehen Garage und Garten. | 1955–1956 | 1999-12-07       | A 0915          |
| weitere Bilder | Wohnhaus                                                     | Arndtstraße 34 Karte | Das 1902 fertiggestellte Einfamilienhaus, dessen Auftraggeber und Architekt Dietrich Schulze war, hat einen aufwendig barockisierenden Fassadenschmuck mit Stilelementen des Jugendstils. Seit seiner Instandsetzung von 1959 bis 1962 wird es als Mehrfamilienhaus genutzt. | 1902      | 1999-12-07       | A 0917          |
| weitere Bilder | Wohnhaus Anm. 1                                              | Landoisweg 4 Karte | Das Gebäude stammt aus dem Jahre 1913 bis 1914 und wurde von Prof. Heinrich Metzendorf und seinem Bauleiter, Herrn Winter, für den Staatssekretär Heinrich Fach in Formen des Heimatstils errichtet. | 1913–1914 | 2000-02-03       | A 0920          |
| weitere Bilder | Wohnhaus Anm. 1                                              | Kettelerweg 20 Karte | Das Gebäude stammt aus dem Jahr 1927 und wurde vom Dortmunder Architekturbüro D. & K. Schulze errichtet 1961 wurde es im Erdgeschoss erweitert. | 1927      | 2001-11-21       | A 0935          |
| weitere Bilder | Wohnhaus                                                     | Gerichtsstraße 15 Karte | Das Gebäude wurde 1885 für Carl Nolle errichtet. Unter Schutz stehen die Außenarchitektur und das konstruktive Innengerüst aus der Erbauungszeit | 1885      | 2002-09-19       | A 0943          |
| weitere Bilder | Wohnhaus Anm. 1                                              | Droste-Hülshoff-Straße 2 Karte | Das Gebäude stammt aus dem Jahr 1927 und wurde von D. & K. Schulze für die Harpener Bergbau AG errichtet. Unter Schutz stehen die Außenarchitektur und das konstruktive Innengerüst ohne rückwärtige Wintergärten. | 1927      | 2003-01-16       | A 0945          |
| weitere Bilder | Luftschutzbunker                                             | Ruhrallee 41c Karte | Der Bunker war einer der von November 1940 bis Ende 1941 in Deutschland in 61 ausgewählten „Bunkerstädten“ gebauten 839 Bunker als Schutz vor Luftangriffen im Zweiten Weltkrieg. Er wurde ab 1962 versuchsweise mit technischen Einrichtungen ausgestattet, um einem Atomangriff standhalten zu können und sollte 1500 Menschen für ca. drei Wochen aufnehmen können. Wegen der Vollständigkeit der erhaltenen Einrichtung vermittelt der Dortmunder Bunker heute ein gutes Bild von den Schutzmaßnahmen dieser Zeit. | 1940–1941 | 2004-01-13       | A 0946          |
| weitere Bilder | Wohnhaus                                                     | Dresdener Straße 7 Karte | 1905 wurde das Gebäude im Auftrag des Kaufmanns Wilhelm Reinders von A. Kaiser errichtet. 1937 wurde die Garage eingebaut. | 1905      | 2004-09-20       | A 0948          |
| weitere Bilder | Wohnhaus Anm. 1                                              | Grabbestraße 15 Karte | Das Gebäude stammt aus dem Jahr 1927 und wurde vom Dortmunder Architekturbüro D. & K. Schulze errichtet. An der Rückseite entstanden 1968 Erweitungsanbauten. | 1927      | 2005-02-28       | A 0949          |
| weitere Bilder | Wohnhaus Anm. 1                                              | Freiligrathstraße 32 Karte | Das Gebäude stammt aus dem Jahr 1927 und wurde vom Dortmunder Architekturbüro D. & K. Schulze in traditioneller Bauauffassung mit stärkerer expressionistischer Ausformung für den Studienrat Dr. F. Wengler errichtet. Die Rückfront wurde im Zweiten Weltkrieg durch Bomben beschädigt und 1946 bis 1947 unter Verzicht auf den Wintergartenanbau wieder instand gesetzt. | 1927      | 2005-02-28       | A 0950          |
| weitere Bilder | Wohnhaus Anm. 1                                              | Wilsingweg 5 Karte | Das Gebäude wurde als Hälfte eines Doppelhauses von Prof. Heinrich Metzendorf unter Mitarbeit seines Bauleiters Winter in der Tradition des Heimatstils mit historisierenden Einzelformen für die Malerin Frieda Teubler errichtet. Die Seitenfassade hatte im Dachgeschoss ursprünglich ein großes Atelierfenster, das seit 1934 durch kleine Fensteröffnungen ersetzt wurde. | ab 1913   | 2005-02-28       | A 0951          |
| weitere Bilder | Wohnhaus Anm. 1                                              | Lübkestraße 6 Karte | Das Gebäude wurde 1914 von Prof. Heinrich Metzendorf unter Mitarbeit seines Bauleiters Winter in der Tradition des Heimatstils mit historisierenden Einzelformen für den Stadtassistenten R. Hausberg errichtet. Zwei Kellergaragen kamen 1954 hinzu. | 1914      | 2005-02-28       | A 0952          |
| weitere Bilder | Wohnhaus Anm. 1                                              | Lübkestraße 4 Karte | Das Gebäude wurde 1914 von der Architektursozietät Bachmann und Pinno in der Tradition des Heimatstils mit historisierenden Einzelformen für Herrn König errichtet. | 1914      | 2005-02-28       | A 0953          |
| weitere Bilder | Wohnhaus Anm. 1                                              | Westfalendamm 237 Karte | Für das vorliegende Gebäude erstellte der Dortmunder Architekt Carl Breuer die Zeichnungen für den am 22.2.1924 von Paul Ruhfus eingereichten Bauantrag. D. & K. Schulze zeichneten für die 1928 an der östlichen Grundstücksgrenze errichtete Garage verantwortlich. 1950 wurde durch geringe Umbauten das Einfamilienhaus zu zwei separat erschlossenen Wohneinheiten umgestaltet. Dabei wurde das Treppenhaus verlegt. Eine weitere Garage entstand 1957 an der westlichen Grundstücksgrenze. | 1924      | 2005-02-28       | A 0954          |
| weitere Bilder | Wohnhaus Anm. 1                                              | Westfalendamm 265 Karte | Die um 1914 errichtete Villa im Landhausstil mit einem Büroanbau nach Plänen des Architektenbüros D. & K. Schulze für den Ingenieur C. Iffland wurde 1925 bezüglich der Grundrisse des Büroanbaus verändert. Nach Zerstörungen im Zweiten Weltkrieg wurde die Ostseite des Hauses 1952–1953 nach Entwürfen der Architektin Doris Vermehren für die Eigentümerin Else Raupert wiederhergestellt. | um 1914   | 2005-02-28       | A 0955          |
| weitere Bilder | Wohnhaus Anm. 1                                              | Westfalendamm 251 Karte | Für das Gebäude nebst Stallgebäude stellte der Direktor der Dortmunder Ritterbrauerei, Karl Wuthe, am 2. Dezember 1921 das Baugesuch. Den Entwurf lieferten die Dortmunder Architekten D. & K. Schulze. Sowohl das Wohnhaus als auch das Nebengebäude wurden 1936–1937 umgestaltet. | 1921      | 2005-02-28       | A 0956          |
| BW | Verwaltungsgebäude der neuapostolischen Gemeinde             | Westfalendamm 88 Karte | Das Gebäude entstand 1928 im Auftrag des Ingenieurs Walter Schlüter. | 1928      | 2005-02-28       | A 0957          |
| weitere Bilder | Wohnhaus Anm. 1                                              | Wilsingweg 6 Karte | Das Gebäude wurde als Hälfte eines Doppelhauses von Prof. Heinrich Metzendorf unter Mitarbeit seines Bauleiters Winter in der Tradition des Heimatstils mit historisierenden Einzelformen für den Oberlehrer Ernst Heinrich Georg Strohmeyer errichtet. 1924 entstand der turmartige Anbau nach Plänen von D. & K. Schulze unter Einbeziehung und Erweiterung des Wintergartens. | ab 1913   | 2005-02-28       | A 0958          |
| weitere Bilder | Wohnhaus Anm. 1                                              | Grimmeweg 16 Karte | Das Gebäude wurde 1913 bis 1914 von Prof. Heinrich Metzendorf und seinem Bauleiter Winter für Herrn Dietrich Darenberg in Formen des Heimatstils errichtet. | 1913–1914 | 2005-02-28       | A 0959          |
| weitere Bilder | Wohnhaus Anm. 1                                              | Freiligrathstraße 25 Karte | Das Gebäude wurde als Teil einer Eingangssituation zum älteren Siedlungsbereich 1927 vom Dortmunder Architekturbüro D. & K. Schulze in traditioneller Bauauffassung mit teilweise expressionistischer Ausformung für Dr. Rudolf Simons errichtet. | 1927      | 2005-02-28       | A 0960          |
| weitere Bilder | Wohnhaus Anm. 1                                              | Freiligrathstraße 34 Karte | Das Gebäude wurde als Teil einer Eingangssituation zum älteren Siedlungsbereich der Gartenstadt 1927 vom Dortmunder Architekturbüro D. & K. Schulze in traditioneller Bauauffassung mit teilweise expressionistischer Ausformung für den Kaufmann Peter Mies errichtet. | 1927      | 2005-02-28       | A 0961          |
| weitere Bilder | Wohnhaus Anm. 1                                              | Lübkestraße 8 Karte | Das Gebäude wurde als Teil einer Eingangssituation südlich des Westfalendamms 1914 von Prof. Heinrich Metzendorf unter Mitarbeit seines Bauleiters Winter in der Tradition des Heimatstils mit historisierenden Einzelformen für den Kunstmaler Volle errichtet. | 1914      | 2005-02-28       | A 0962          |
| BW | Gartenpavillon                                               | Hansbergstraße 7 Karte | Der in Anlehnung an barocke Vorbilder entstandene Pavillon war Teil der Gartenanlage, die die 1968 abgerissene Wenkersche Villa umgab. Diese wurde 1882 im Stil des Historismus für den Brauereibesitzer Heinrich Wenker nach Entwürfen des Berliner Architekturbüros Gerard & Hillebrandt erbaut. | 1882      | 2005-10-04       | A 0969          |
| weitere Bilder | Kaiserblock                                                  | Davidisstraße 15–35 (ungerade), 34–44 (gerade), 45–49 (ungerade) Kaiserstraße 181–201 (ungerade) Präsidentenstraße 1–14 Reichswehrstraße 1–23 (ungerade), 4–28 (gerade) Von-der-Tann-Straße 1–13 (ungerade), 4–12 (gerade), 11a, 12a Walderseestraße 22–26 (gerade) Karte | Die Siedlung Kaiserblock wurde 1929 bis 1932 nach Entwürfen des Architekten Ludwig Feldmann im Auftrag der Gemeinnützigen Siedlungsgesellschaft mbH erbaut. Neben den Gebäuden mit ihren Grundstücken ist die städtebauliche Gestaltung der Straßen mit platzartigen Erweiterungen schützenswert. Die Bauweise entspricht der sich Ende der 1920er Jahre durchsetzenden Notwendigkeit mehrgeschossiger Wohnungsbauten in geschlossener Bauweise. Die einzelnen Baublöcke wurden so angeordnet, dass Innenhöfe entstanden. Besonders auffällig ist die Gestaltung der Fassaden in Klinkermauerwerk, in die die Fenster nahezu fassadenbündig eingebaut sind, aufgelockert durch Ornamente und gegliedert durch die Zusammenfassung von Fenstergruppen. Eine städtebauliche Betonung erfolgt durch hohe Eckbauten, turmähnliche Erker und Platzanlagen. Zum Denkmalumfang gehören: Davidisstraße 15 bis 35, 45 bis 49 (ungerade Nummern) und 34 bis 38, 42 bis 44 (gerade Nummern); Kaiserstraße 181 bis 201 (ungerade Nummern); Präsidentenstraße 1 bis 14; Reichswehrstraße 1 bis 23 (ungerade Nummern) und 4 bis 28 (gerade Nummern); Von-der-Tann-Straße 1 bis 13 (ungerade Nummem) und 4 bis 12a (gerade Nummern); Walderseestraße 22 bis 26 (gerade Nummem) mit den dazugehörenden Grundstücken. Die städtebauliche Gestaltung der Straßen mit platzartigen Erweiterungen ist ebenfalls schützenswert. Die einschneidenden gesellschaftlichen und wirtschaftlichen Veränderungen nach dem Ersten Weltkrieg zogen auch tiefgreifende Wandlungen im Wohnungswesen nach sich. Umwälzungen in der Familien- und Erwerbsstruktur sowie die Verarmung weiter Bevölkerungskreise ließen den Bedarf an bezahlbarem Wohnraum vor allem in den industriellen Ballungsgebieten steigen. Die in der Zeit des Kaiserreiches übliche Wohnungswirtschaft mit gewinnorientierten Privatinvestoren konnte diese Bedürfnisse nicht mehr erfüllen. So griffen in den 1920er Jahren vermehrt Staat und Kommunen steuernd in die Wohnraumversorgung ein. Leistungsfähige gemeinnützige oder kommunale Wohnungsbaugesellschaften wurden vermehrt tätig und errichteten große Siedlungskomplexe mit Wohnungen zu sozialverträglichen Preisen. Die gesetzliche Grundlage zum Wohnungsbau in dieser neuen Qualität bildeten verschiedene Verordnungen zum Mieterschutz und zur Mietpreisregelung mit dem Preußischen Wohnungsgesetz vom 26. März 1918 und den darauf aufbauenden Erlassen. Wohnungsbau, Siedlungsplanung und Stadterweiterung wurden damit eng verzahnt. Der Wohnungsbau konnte so zur sozialen Befriedung eingesetzt werden. Er wurde als familienfreundlich eingestuft und war insbesondere nach dem Ersten Weltkrieg geeignet, Kriegsversehrte und Kriegswitwen mit der Gesellschaft zu versöhnen. Die Bauweise der Siedlung Kaiserblock entspricht den sich Ende der 1920er Jahre durchsetzenden Notwendigkeiten mehrgeschossiger Wohnungsbauten in geschlossener Bauweise. Es entstanden mehrere Baublöcke in vier- bis fünfgeschossiger Bauweise, teils mit Flachdächern, teils mit gering geneigten Satteldächem, die aufgrund der Höhe der Gebäude in der Nahsicht durch die Traufkanten verborgen blieben. Die einzelnen Baublöcke wurden so angeordnet, dass innenliegende, baumbestandene Wohnhöfe bzw. Innenhöfe entstanden. Besonders auffällig ist die Gestaltung der Fassaden in Klinkermauerwerk, in die die Fenster nahezu fassadenbündig eingebaut sind. Der Architekt Ludwig Feldmann lockerte die sachliche Gestaltung durch Ornamente wie schwach hervortretende Ziegelgliederungen und abgetreppte Türrahmen auf. Großen Wert legte der Architekt auch auf die Zusammenfassung von Fenstergruppen, die somit wie Fensterbänder wirken. Eine städtebauliche Betonung und Rhythmisierung erfahren die einzelnen Baugruppen durch hohe Eckbauten oder turmähnliche Erker und kleine Platzanlagen. Die Baublöcke integrieren an der Ecke Davidis-/Von-der-Tann-Straße ältere Häuser, die nicht zum Denkmalumfang gehören. Die Siedlung ist bedeutend für die Stadt Dortmund, weil sie die planmäßige Stadtentwicklung Ende der 1920er Jahre dokumentiert. Zusammen mit den Wohnkomplexen an der Kronprinzenstraße (D. & K. Schulze, 1926) und der Siedlung Lenteninsel (D. & K. Schulze, 1928–1929) wurde damit die systematische Bebauung der 11. Stadterweiterungszone fortgesetzt. Sie belegt in hervorragender Weise das Bestreben der Architekten, gesundes und zeitgemäßes Wohnen in der Stadt zu ermöglichen. Für die Erhaltung und Nutzung liegen wissenschaftliche, nämlich architekturhistorische Gründe vor. Die Siedlung bezeugt die von der Moderne stark beeinflusste monumentale Gestaltung in der Ausprägimg der Backsteinarchitektur. Der Architekt Ludwig Feldmann gehörte bis in die 1930er Jahre zu den renommierten Architekten Dortmunds. Feldmann zeichnete u. a. für die Neu- bzw. gravierenden Umbau von Haus Schulte Witten, Einfamilienhäusern und einige hervorragende Villen der Gartenstadterweiterung verantwortlich. Darüber hinaus sind städtebauliche Gründe anzuführen. Mit Hilfe des Siedlungsgrundrisses werden die städtebaulichen Raumvorstellungen am Ende der 1920er Jahre erfahrbar. Als Bestandteil der Stadterweiterung ist die Siedlung Kaiserblock im Zusammenhang mit der Siedlung Lenteninsel und den Baublöcken an der Kronprinzenstraße von stadtbildprägender Wirkung. | 1929–1932 | 2006-12-11       | A 1025          |
| weitere Bilder | Siedlung Lenteninsel                                         | Güntherstraße 116–128 (gerade) Klönnestraße 73–79 (ungerade) Lenteninsel 1–20 Lüneburger Straße 4–20 (gerade), 24 Karte | Die Siedlung wurde 1928 bis 1929 für die 1918 gegründete Dortmunder Gemeinnützige Siedlungsgesellschaft mbH von D. & K. Schulze errichtet. Zum Denkmalumfang gehören neben den Gebäuden die dazugehörenden Hofräume bzw. Grundstücke. Ihre Bauweise entspricht der sich Ende der 1920er Jahre durchsetzenden Notwendigkeit mehrgeschossiger Wohnungsbauten in geschlossener Bauweise. Eine optimale Besonnung und Belüftung erreichte man durch begrünte Innenbereiche, entsprechende Wohnungsgrößen und den Bau von Balkonen. Der Siedlungskomplex umfasst 323 Wohneinheiten, vier Läden und eine Gastwirtschaft. In der Hauptsache entstanden vier Grundrisstypen von 32 bis 65 Quadratmetern, die Fassaden werden durch expressionistische Ziegelarchitektur bestimmt. Das Zentrum der Anlage bildet die Privatstraße Lenteninsel. | 1928–1929 | 2006-12-12       | A 1026          |
| weitere Bilder | Ehem. Hauptzollamt                                           | Hainallee 1 Karte | Das Hauptzollamt entstand 1954 als Nachfolgegebäude des Ende des 19. Jahrhunderts errichteten Vorgängerbaus. | 1954      | 2006-12-21       | A 1027          |
| weitere Bilder | Ostenfriedhof                                                | Robert-Koch-Straße 35 Karte | Im 19. Jahrhundert entstanden in Dortmund vier städtische Friedhöfe vor den Toren der Stadt. Der Ostenfriedhof wurde 1876 als zweiter der vier Friedhöfe angelegt. Nach Inbetriebnahme des Zentralfriedhofes am 22. Juni 1921 wurde der Friedhof geschlossen und dient nun als Park. Denkmalumfang ist: Einfriedung, Tor, Brunnen, Trauerhalle, Toilettenhaus, Verwaltungsgebäude, Historischer Teil des Friedhofes (Feld 1, 18) mit Baumbestand und Wegeführung, Einzelgräber auch vieler Dortmunder Persönlichkeiten zum Beispiel: Henriette Davidis: bekannte Kochbuchautorin Grabmal: kleine Stele, 1876 (Feld 2), Albert Hoesch: Mitbegründer des Eisen- und Stahlwerks Hoesch Grabmal: monumentales Grabzeichen, 1898 (Feld 3), Familie Crüwell: Verleger und Gründer der 'Westfälischen Zeitung' Grabmal: monumentale Grabzeichen, 1910 (Feld 2), Fam. Klönne: Stahl- und Brückenbaufirma Grabmal: Grabkreuz, Ehrengrab, 1911 (Feld 20), Prof. Albert Baum: Mitbegründer und Leiter des Dortmunder Museums Grabmal: Grabkreuz, Ehrengrab, 1911 (Feld 20), Dr. Wilhelm Schmieding: Dortmunder Bürgermeister Grabmal: Ädikula, 1910 (Feld 21) Die Jüdische Abteilung des Ostenfriedhofs besteht aus 253 Grabmälern und einem Gedenkstein für die Toten der Jüdischen Gemeinde Dortmund (Feld 14 a, b, d) | 1876      | 2007-03-23       | A 1030          |
| [[Vorlage:Bilderwunsch/code!/C:51.50189,7.504611!/D: Wohnhaus '"`UNIQ--templatestyles-00000086-QINU`"' Anm. 1 , Hermann-Löns-Straße 16!/\|BW]] | Wohnhaus Anm. 1                                              | Hermann-Löns-Straße 16 Karte | Das Doppelwohnhaus wurde von dem Architekten Oskar Heumüller 1926 bis 1927 errichtet. Unter Schutz stehen das Äußere und Innere des Hauses in seiner bauzeitlichen Substanz, zudem die Vorgärten mit der Einfriedung. Nicht zum Denkmalumfang gehören die rückwärtigen baulichen Veränderungen sowie die hinteren Gartenflächen. | 1926–1927 | 2017-06-06       | A 1057          |
| BW | Wohnhaus                                                     | Prinz-Friedrich-Karl-Straße 46 Karte | Die Villa wurde 1903 vom Architekturbüro D. & K. Schulze errichtet. Der Denkmalumfang erstreckt sich auf die Außenarchitektur, das konstruktive Innengerüst sowie Struktur und Ausstattung der zentralen Diele mit Treppenanlage, Vertäfelung und Zierfachwerk und die Raumabfolge mit den Wandoberflächen selbst. Dazu gehört auch die große bauzeitliche Deckengestaltung im Erdgeschoss des ehem. Speisezimmers. Ausgenommen sind die Stuckprofile, die erst mit jüngerer Sanierung angebracht wurden. | 1903      | 2017-11-20       | A 1059          |
| BW | Sonnensegel im Westfalenpark                                 | Florianstraße 2 Karte | Im Zuge der BUGA Euroflor wurde 1969 das Sonnensegel von Günter Behnisch für die Arbeitsgemeinschaft Holz e. V. gebaut. | 1969      | 2018-04-06       | A 1060          |
| BW | Landhaus und Garten Leue                                     | Karl-Liebknecht-Straße 4 Karte | Das Landhaus wurde 1924 bis 1925 nach einem Entwurf der Architekten D. & K. Schulze für den Versicherungsunternehmer Erich C. A. Leue errichtet. D. & K. Schulze ist eins der prägendsten Dortmunder Architekturbüros des 20. Jahrhunderts, Erich C. A. Leue war ab 1914 in dritter Generation Versicherungsmakler eines Unternehmens, das 1881 gegründet wurde und heute eins der größten Versicherungsunternehmen Deutschlands ist. Das Gebäude belegt den späten Umschwung Karl Schulzes zum Expressionismus, der in der Bauphase des Hauses Leue bereits seine Spätphase erreicht hatte. | 1924–1925 | 2017-12-11       | A 1063          |
| BW | Robert-Schuman-Berufskolleg (ehem. Goethe-Gymnasium)         | Sckellstraße 7 Karte | Das ehem. Goethe-Gymnasium wurde 1959 bis 1962 durch Otto-Heinz Groth, Werner Lehmann und Wolfram Schlote als Stahlbetonskelettbau mit Ortbetonstützen und Rippendecken erbaut. | 1959–1962 | 2024-06-17       | A 1066          |
| weitere Bilder | Paul-Gerhardt-Kirche                                         | Markgrafenstraße 123/125 Karte | | 1948–1949 |                  | unbekannt       |